# فرانچسکا استاوراکوپولو
فرانچسکا استاوراکوپولو (انگلیسی: Francesca Stavrakopoulou; ۳ اکتبر ۱۹۷۵ –) نویسنده، الهی‌دان، و استاد کتاب مقدس عبری و ادیان باستانی اهل بریتانیا بود.